# Johann Frint
Johann Frint (Kačarevo, 16 settembre 1885 – Ora, 27 febbraio 1918) è stato un aviatore austro-ungarico.
János Frint fu un Asso dell'aviazione dell'Impero austro-ungarico che ottenne 6 vittorie aeree nella prima guerra mondiale.

## Biografia e prima guerra mondiale
John Frint nacque il 16 settembre 1885 nella contea di Torontál a Kačarevo di Pančevo. Dal 1906 è stato membro del 51º reggimento di fanteria. Nel 1909 era già un Oberleutnant del 65º reggimento di fanteria. Allo scoppio della guerra mondiale, il 1º agosto 1914, fu promosso tenente e diretto al fronte russo come comandante. Il 14 novembre è stato gravemente ferito e, dopo la sua guarigione, non era più adatto al servizio di fanteria. Frint arrivò alla Kaiserliche und Königliche Luftfahrtruppen, in cui fu assunto il 27 dicembre 1915. Dopo aver completato il corso da Osservatore, è stato inviato al Fronte italiano nella Flik 23.
Il 29 aprile 1916, il loro aereo fu attaccato sul Monte Tomba da un Farman italiano, che venne colpito dal mitragliere Frint. Il 7 giugno, Frint era con il Capitano Heinrich Kostrba quando incontrarono un Farman mentre rientrava da un bombardamento a Trento; dopo circa un'ora di battaglia aerea, l'aereo italiano fu costretto ad atterrare. Il 29 giugno, sul Monte Pasubio si scatena una feroce battaglia tra l'aviazione austro-ungarica ed italiana, dove Frint e Kostrba abbatterono due Farman ed il Caproni di Giovanni Facta (figlio di Luigi Facta Ministro delle finanze dal 1910 al 1914 e presidente del Consiglio dei ministri dal 1922) della 10ª Squadriglia da bombardamento "Caproni", che atterra in emergenza oltre le linee italiane a Zocchi di Asiago distruggendosi causando la morte di Facta e dell'osservatore, tenente Guido Pacinotti. L'8 agosto 1916 ottenne la sesta ed ultima vittoria aerea contro un Nieuport.
All'inizio del settembre 1916, iniziò nella Flik 12 il corso di pilota che completò il 20 novembre. Fu il primo pilota della Flik 8 (comandante in capo), quindi nominato comandante del 15° e 2° centro. Il 1 maggio 1917 fu promosso ad Hauptmann. Tornò in prima linea a settembre, comandando la Flik 27 sul fronte orientale. Il 27 ottobre, ha dovuto svolgere un distaccamento durante una missione di ricognizione.
Dopo che la Russia iniziò a negoziare i negoziati nel dicembre del 1917, nel gennaio 1918, la squadriglia fu trasferita sul fronte italiano all'aeroporto di Ora (Italia). Il 27 febbraio, John Frint provò un Albatros D.III quando l'aereo si schiantò causandone la morte.